# The Wreck of the Edmund Fitzgerald
The Wreck of the Edmund Fitzgerald (lett. Il naufragio dell'Edmund Fitzgerald) è un singolo del cantautore Gordon Lightfoot, pubblicato dalla Reprise Records nell'agosto 1976 e in seguito contenuto nell'album Summertime Dream dello stesso anno.
La canzone narra, drammatizzandolo, l'ultimo viaggio della nave cargo Edmund Fitzgerald, naufragata nel lago Superiore il 10 novembre 1975 durante una tempesta in circostanze mai del tutto chiarite, causando la morte di tutti i 29 uomini dell'equipaggio. Il disastro, uno dei più gravi mai occorsi ad un'imbarcazione impiegata nei Grandi Laghi, sconvolse profondamente l'intera America del Nord, e ispirò Gordon Lightfoot nella creazione del brano.
La canzone divenne un enorme successo e fu tra le più ascoltate nel continente tra il 1976 e il 1977, e si trattò di uno dei lavori più importanti dello stesso Lightfoot. The Wreck of the Edmund Fitzgerald rimane ancora oggi uno dei brani più eseguiti e rappresentativi della musica folk nordamericana.

## Produzione

### Il naufragio dell'Edmund Fitzgerald
Il cargo Edmund Fitzgerald, costruito tra il 1957 e il 1958, fu fin dalla sua entrata in servizio una delle navi di riferimento del commercio acquatico dei Grandi Laghi: era infatti il più grande e costoso cargo lacustre mai costruito, realizzato con tecniche innovative che avrebbero dovuto favorirne la durabilità e l'affidabilità. La Fitzgerald divenne presto molto conosciuta e popolare anche tra la popolazione locale, poiché il suo capitano era solito annunciare l'arrivo della nave tramite un altoparlante oppure suonando della musica. Per i primi dieci anni di servizio non ci furono problemi per la nave, ma tra il 1969 e il 1970 e poi ancora tra il 1973 e il 1974 ebbe diversi incidenti, che ne danneggiarono parzialmente l'integrità strutturale, anche se non a tal punto da destare preoccupazioni sulla sua operatività. La stagione 1975 si dimostrò poi particolarmente difficile, sia per le ormai usurate condizioni della nave che per la violenza del maltempo di quell'anno.

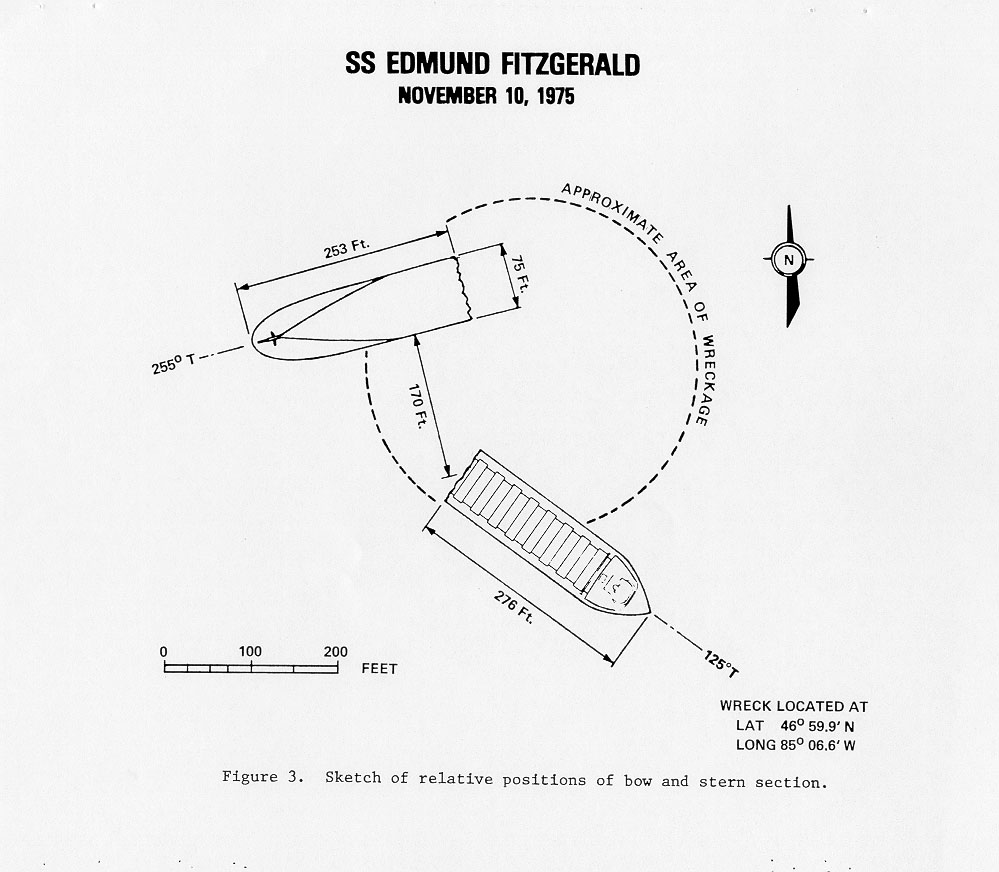
Schema del relitto dell'Edmund Fitzgerald

Il 10 novembre 1975, durante l'ultimo viaggio della stagione commerciale per trasportare 26 000 tonnellate di taconite in frammenti, la Edmund Fitzgerald, salpata da Silver Bay, mentre navigava nel lago Superiore verso l'isola di Zug incontrò una forte tempesta. La nave procedette con crescenti difficoltà attraverso di essa, anche se nessun SOS venne mai lanciato dall'equipaggio. Nonostante l'assistenza radiofonica di un'altra nave vicina, la Arthur M. Anderson, dopo le 19:10 tutti i contatti con la Fitzgerald vennero persi. Dopo il rinvenimento di una scialuppa vuota danneggiata e alcuni detriti galleggianti da parte della Anderson, la Fitzgerald venne dichiarata perduta, naufragata a circa 27 chilometri (17 miglia) al largo della baia di Whitefish, all'imboccatura tra il lago Superiore e il lago Michigan. La dinamica dell'affondamento non è mai stata del tutto chiara; esistono varie ipotesi su di essa, tra cui l'arenamento, un'onda anomala, un progressivo allagamento della stiva risultante in un capovolgimento oppure ancora un cedimento strutturale della nave, che si sarebbe spezzata in due tronconi e quindi affondata in pochi istanti per la violenza delle onde (tesi avvalorata dallo stato del relitto, ben preservato in due diverse sezioni sul fondale del lago a 162 metri di profondità). Tutti i 29 uomini dell'equipaggio perirono nel naufragio, e nessuno dei loro corpi venne mai recuperato. Il relitto della nave, visitato in passato anche dalla Calypso di Jacques-Yves Cousteau, è stato riconosciuto come luogo di sepoltura, e non è quindi permesso esplorarlo.

### Composizione e pubblicazione
Il naufragio della Fitzgerald, considerata ancora come una delle navi più rappresentative del commercio lacustre nordamericano, fu uno dei più gravi disastri navali avvenuti nell'area dei Grandi Laghi e impressionò profondamente le società canadesi e statunitensi. Le autorità dei due paesi collaborarono prima nei soccorsi e poi nelle ricerche del relitto, che venne localizzato ed esplorato nel maggio 1976.

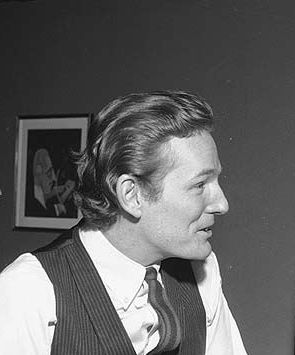
Gordon Lightfoot nel 1965

Il cantautore canadese Gordon Lightfoot apprese del disastro da un annuncio radiofonico della CBC nei giorni immediatamente successivi, mentre era nella sua casa di Toronto. Le navi erano sempre state una passione del cantautore, che aveva già composto nel 1969 la Ballata della Yarmouth Castle in onore dell'omonima nave da crociera naufragata nel 1965. Il ciclone che aveva affondato la Fitzgerald stava allora continuando a infuriare per il Canada centrale e gli Stati Uniti d'America settentrionali, e Lightfoot fu ispirato dall'atmosfera tetra di quei giorni nella creazione della melodia della futura canzone, che si mise immediatamente a comporre; il 17 novembre, giorno del suo compleanno, la sorella Beverly gli aveva organizzato una festa a sorpresa, ma egli era allora così preso dal comporre la canzone e dalla tragicità dell'argomento che preferì non festeggiare affatto. Il cantautore stava allora registrando le canzoni del suo album di prossima uscita Summertime Dream, e dopo varie esecuzioni di prova incise anche la melodia della futura canzone, senza che ancora ne avesse pensato il testo.
Lightfoot compose infine le parole del brano dopo aver letto un articolo pubblicato il 24 novembre successivo sulla rivista Newsweek, intitolato The Cruelest Month ("il mese più crudele"), rimanendone particolarmente colpito; nel dicembre 1975, appena un mese dopo la tragedia, aveva ultimato la canzone per commemorarla. The Wreck of the Edmund Fitzgerald venne pubblicata nella successiva estate del 1976, prima come singolo e poi inclusa nell'album Summertime Dream, leggermente modificata.
The Wreck of the Edmund Fitzgerald fu pubblicata come singolo assieme alla canzone The House You Live In anche in numerosi paesi al di fuori del Nordamerica, in particolare Australia, Regno Unito, Germania, Italia, Nuova Zelanda e Cile. Nella versione italiana la copertina del disco conteneva un errore, essendo la canzone di accompagnamento riportata come The House You Love In.

## La canzone

### Musica
The Wreck of the Edmund Fitzgerald è strutturata come una ballata dal ritmo cadenzato, in cui ogni strofa si alterna con un riff più o meno lungo. La versione strumentale della canzone prevede un connubio tra chitarra e sintetizzatore, strumento allora innovativo per la musica folk, che contribuisce al tono drammatico della composizione, più altre chitarre di diverso tipo in sottofondo.

### Testo
(Estratto della canzone.)
Il brano narra l'ultimo e difficile viaggio dell'Edmund Fitzgerald attraverso la tempesta e i concitati momenti prima del naufragio. Nel testo abbondano le rime, soprattutto per assonanza (tipica della lirica inglese) e spesso interne agli stessi versi. Il testo fu fortemente ispirato dall'articolo The Cruelest Month, comparso il 24 novembre 1975 sulla rivista Newsweek che, oltre a riportare il disastro, illustrava anche le leggende degli indiani Chippewa sul lago Superiore, che sono infatti nominate nella canzone. Tema ricorrente del brano è la violenza del maltempo della stagione autunnale dei Grandi Laghi, che avrebbe infine portato alla catastrofe della Fitzgerald. Lightfoot, non potendo sapere come si era precisamente svolta la tragedia, per sua stessa ammissione si prese alcune libertà artistiche nell'immaginarne la dinamica, ad esempio affermando in un verso che i portelloni della nave non fossero stati chiusi bene e attribuendone quindi implicitamente la responsabilità all'equipaggio stesso. Dopo le rimostranze delle famiglie delle vittime Lightfoot modificò il verso, rendendo il momento del naufragio più sfumato e suggestivo.
Durante gli anni successivi l'autore, che si sorprese per l'enorme successo del brano, fu sempre disponibile a rimaneggiarne il testo alla luce dei nuovi sviluppi delle inchieste sul disastro e della sensibilità del pubblico. Pur dichiarando di non voler ufficialmente modificare il testo originale della canzone, spesso durante le esibizioni dal vivo Lightfoot era solito variarne alcuni versi per "aggiornarla", oppure per venire incontro alle richieste del pubblico e dei familiari delle vittime. Ad esempio, nel testo originale la chiesa che commemora il naufragio è "una vecchia sala che sa di stantio" (a musty old hall), mentre dopo le lamentele di un parrocchiano Lightfoot modificò il passaggio in "una vecchia sala rustica" (a rustic old hall).

## Popolarità e diffusione

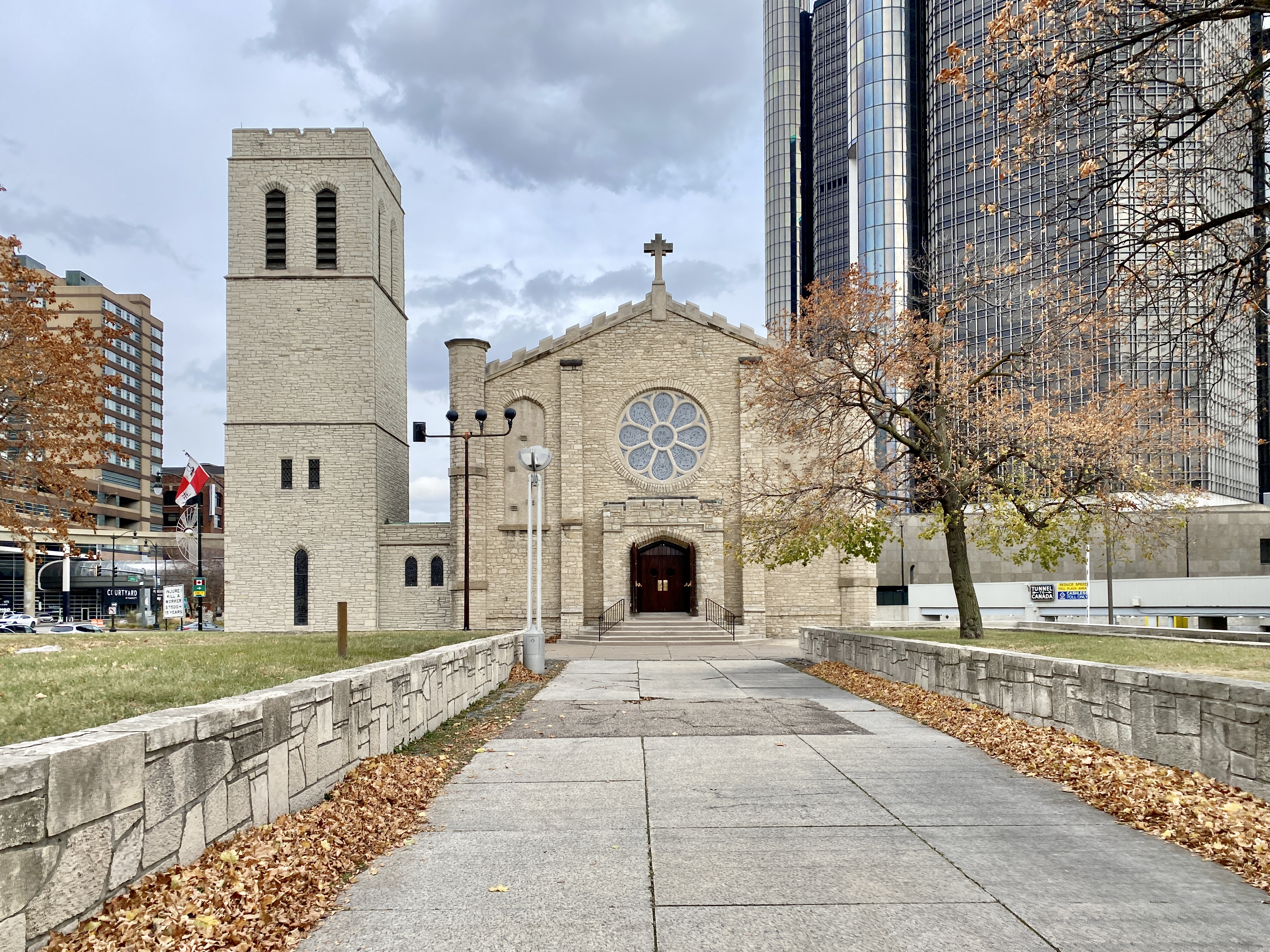
La Mariners' Church di Detroit, dove ogni anno è commemorato il disastro dell'Edmund Fitzgerald

La canzone divenne presto un clamoroso successo commerciale, cosa inusuale data la sua tematica, e Lightfoot stesso dichiarò che era la sua migliore composizione. The Wreck of the Edmund Fitzgerald si confermò il brano più ascoltato sia in Canada che negli Stati Uniti nel novembre 1976, ad un anno esatto dal naufragio, rivaleggiando con Tonight's the Night di Rod Stewart per il primo posto della classifica. Ottenne un moderato successo di ascolti anche nel Regno Unito e in Australia. In definitiva, fu il secondo singolo di maggior successo di Lightfoot dopo il precedente Sundown del 1974. Immortalata nel brano, la tragedia dell'Edmund Fitzgerald rimane ancora oggi nella memoria collettiva come uno dei naufragi più conosciuti della storia nordamericana. Esistono numerose cover della canzone, tra le quali si annoverano quelle di Hugh Dillon e della sua band The Headstones e dei Punch Brothers.
Come riportato anche nella canzone, la Mariners' Church di Detroit suona il 10 novembre di ogni anno la propria campana 29 volte per commemorare le vittime del naufragio. Il 2 maggio 2023, giorno seguente la morte di Gordon Lightfoot, la chiesa ha suonato la propria campana 30 volte in suo onore: una volta per ciascun membro dell'equipaggio e una volta per il cantautore canadese. In seguito al decesso del cantautore, nello stesso anno la canzone ebbe un nuovo picco di popolarità, giungendo nel mese di maggio alla ventesima posizione nella classifica Hot Rock & Alternative Songs riguardante i brani più ascoltati degli Stati Uniti stilata dalla rivista Billboard.

## Classifiche

### The Wreck of the Edmund Fitzgerald/The House You Live In

#### Classifiche settimanali
| Classifica (1976-1977) | Posizione massima |
| ---------------------- | ----------------- |
| Australia              | 46                |
| Canada                 | 1                 |
| Regno Unito            | 40                |
| Stati Uniti            | 1                 |

#### Classifiche di fine anno
| Classifica (1976) | Posizione |
| ----------------- | --------- |
| Canada            | 12        |
| Stati Uniti       | 22        |

### The Wreck of the Edmund Fitzgerald

#### Classifiche settimanali
| Classifica (2023) | Posizione massima |
| ----------------- | ----------------- |
| Stati Uniti       | 20                |

## Formazione
- Gordon Lightfoot – voce, chitarra a dodici corde
- Terry Clements – chitarra elettrica
- Pee Wee Charles – pedal steel guitar
- Rick Haynes – basso elettrico
- Barry Keane – batteria
- Gene Martynec – sintetizzatore

### Annotazioni
1. ↑  Durante le comunicazioni tra la Fitzgerald e la Anderson, il capitano della prima nave riportò di avere dei problemi alle pompe per espellere l'acqua, risultando quindi in una preoccupante inclinazione. Cfr. Ackerman e Knox 2012, pp. 324-325.
2. ↑  Resa nella canzone, per motivi lirici, come Maritime Sailors' Cathedral. Cfr. Sparling 2023, cap. Historical Accuracy, p. 1.

### Riferimenti
1. 1 2   (EN) Headstones, The Wreck of the Edmund Fitzgerald (cover), 15 marzo 2019.
2. 1 2   (EN) Punch Brothers, The Wreck of the Edmund Fitzgerald (cover), 7 marzo 2022.
3. ↑   (EN) Gordon Lightfoot, The Wreck of the Edmund Fitzgerald, 1976.
4. 1 2 3 4 5 6 7 8 9  (EN) Timothy C. McCall, Timeline of Events for the Edmund Fitzgerald, su ssedmundfitzgerald.org.
5. ↑  Schumacher 2005, p. 14.
6. 1 2 3 4 5 6 7 8 9 10  Sparling 2023, cap.  Historical Accuracy, p. 1.
7. ↑  Schumacher 2005, p. 18.
8. 1 2 3 4 5 6 7 8  (EN) Ray Wert, Remembering the wreck of the Edmund Fitzgerald, 36 years later, su jalopnik.com, 10 novembre 2011.
9. ↑  Schumacher 2005, p. 9.
10. ↑  Ackerman e Knox 2012, p. 323.
11. 1 2 3 4 5  Cornell 2014, cap. The Wreck of the Edmund Fitzgerald.
12. 1 2  Schumacher 2005, p. 1.
13. 1 2 3 4  Ackerman e Knox 2015, p. 326.
14. 1 2 3  Ackerman e Knox 2015, p. 327.
15. ↑  Schumacher 2005, pp. 153-154.
16. ↑  Schumacher 2005, p. 3.
17. 1 2 3 4 5  Schumacher 2005, p. 2.
18. 1 2 3  Jennings 2017, cap. 12 - Sailing On, p. 4.
19. 1 2 3 4 5  Jennings 2017, cap. 12 - Sailing On, p. 5.
20. ↑   (EN) Gordon Lightfoot, Ballad of Yarmouth Castle, 1969.
21. ↑  Ackerman e Knox 2012, p. 325.
22. ↑  Jennings 2017, cap. 12 - Sailing On, p. 6.
23. ↑  Harison 2019, cap. 24 - Recording "The Wreck of the Edmund Fitzgerald", p. 4.
24. 1 2 3 4 5 6 7 8 9  (EN) Gordon Lightfoot, The Wreck of the Edmund Fitzgerald (testo), su genius.com.
25. ↑  (EN) Gordon Lightfoot - The Wreck Of The Edmund Fitzgerald, su discogs.com, 1976.
26. ↑  (EN) GORDON LIGHTFOOT - THE WRECK OF THE EDMUND FITZGERALD (SONG), su italiancharts.com.
27. ↑  (EN) Gordon Lightfoot - The Wreck Of The Edmund Fitzgerald, su discogs.com, 1976.
28. 1 2 3  Ackerman e Knox 2015, p. 329.
29. 1 2 3 4  (EN) Jane Stevenson, Lightfoot changes 'Edmund Fitzgerald' lyric, su torontosun.com, 26 marzo 2010. URL consultato il 13 maggio 2023 (archiviato dall'url originale il 28 marzo 2010).
30. 1 2  Harison 2019, cap. 24 - Recording "The Wreck of the Edmund Fitzgerald", nota 8.
31. 1 2  Schumacher 2005, p. 149.
32. ↑  Sparling 2023, cap. Historical Accuracy, pp. 1-2.
33. ↑  Sparling 2023, cap. 5 - Spontaneity and Ephemerality: The Timing of Memorialization.
34. 1 2  (EN) CASH BOX Top 100 Singles, November 13 1976, su tropicalglen.com. URL consultato il 9 maggio 2024 (archiviato dall'url originale il 22 marzo 2016).
35. 1 2  (EN) The Wreck of the Edmund Fitzgerald, su officialcharts.com, 1976-77.
36. ↑  (EN) Brian McCollum, Mariners’ Church of Detroit honors Gordon Lightfoot with Tuesday ringing of bells, su eu.freep.com, maggio 2023.
37. 1 2  (EN) Gordon Lightfoot, su billboard.com, 2023.
38. ↑  (EN) David Kent, Australian Chart Book 1970–1992, ISBN 0-646-11917-6.
39. ↑  (EN) Top 200 Singles of 1976, su collectionscanada.gc.ca. URL consultato il 13 maggio 2023 (archiviato dall'url originale il 19 marzo 2016).
40. ↑  (EN) Cash Box, The CASH BOX Year-End Charts: 1976, su cashboxmagazine.com, 25 dicembre 1976. URL consultato il 7 maggio 2024 (archiviato dall'url originale il 25 agosto 2012).